# Карбид димолибдена
Карбид димолибдена — неорганическое соединение металла молибдена и углерода с формулой Mo2C,
чёрные кристаллы,
не растворимые в воде.

## Получение
- Нагревание чистых веществ в атмосфере водорода:

{\displaystyle {\mathsf {2Mo+C\ {\xrightarrow {1400-1500^{o}C}}\ Mo_{2}C}}}
- Восстановление оксида молибдена(VI) углеродом при повышенной температуре:

{\displaystyle {\mathsf {2MoO_{3}+7C\ {\xrightarrow {t}}\ Mo_{2}C+6CO\uparrow }}}

## Физические свойства
Карбид димолибдена образует чёрные кристаллы
гексагональной сингонии,
параметры ячейки a = 0,3012 нм, c = 0,4735 нм.
Не растворяется в воде.
Хорошо проводит электрический ток, при 2,70 К переходит в сверхпроводящее состояние.